# 苏茂 (汉朝)
苏茂（？—29年），兖州陈留郡人，新朝东汉時代初期武将。最初归属更始帝，後一度归属光武帝，最后投靠劉永。《後漢書》没有列传，是有軍事能力的武将。

## 生平
他在更始帝属下为討難将軍。更始三年（25年）正月劉嬰（孺子嬰）、方望、弓林在安定郡臨涇起兵，蘇茂和丞相李松一起镇压。其後，归属守備洛陽的左大司馬朱鮪，与将軍賈彊在河内郡温县和劉秀部将馮異、寇恂交战。賈彊战死，蘇茂退却洛陽。同年九月，朱鮪開洛陽城降伏光武帝，蘇茂一起归降。
建武二年（26年）四月，蘇茂和劉秀部将蓋延一起討伐梁王劉永。蘇茂和蓋延关系不好，殺害淮陽郡太守潘蹇投靠劉永。劉永任命蘇茂为大司馬，封淮陽王。八月，被汉军讨伐、逃到沛郡谯县的刘永求他救援。苏茂和周建、佼彊一起赴难，汉军的盖延打败他们，蘇茂退却到梁郡虞县廣乐城，佼彊、周建逃到山阳郡湖陵县。
三年（27年）四月，周建蘇茂守備梁郡虞县廣乐城被漢軍大司馬吴漢攻擊，周建率军救援，吴汉迎战周建，不能取胜，从马上摔下，膝盖受伤。第二天，吴汉奋力反击，苏茂、周建结果敗北，退却到湖陵。周建、蘇茂保护劉永坚守梁郡睢陽。蓋延包围睢陽，睢陽糧尽，劉永、周建、蘇茂逃到沛郡酇县，劉永被部下殺害。周建、蘇茂在沛郡山桑县垂惠聚擁立劉永之子劉紆为梁王，继续抵抗漢軍。
四年（28年）七月，漢軍馬武、王霸包围垂惠聚，周建、蘇茂迎擊，最後周建侄子周誦離反，垂惠聚陷落。蘇茂逃到下邳郡和董憲合流。
五年（29年）三月，漢将軍龐萌反汉，蘇茂和董憲、佼彊一起援助他围攻東平郡任城县桃城，在光武帝軍攻擊下敗退。同年八月，劉紆战死，蘇茂救援齐王張步。张步在北海郡剧县蘇茂到达之前被漢将耿弇大敗，光武帝進軍压力下，放棄剧县，逃到北海郡平壽。苏茂到达后，责备张步不应贸然出战，张步开始记恨苏茂。光武帝派遣使者对张步、苏茂说谁要是杀了对方投降，就封谁为列侯。张步杀害苏茂，献首级而降。

## 延伸阅读
[在维基数据编辑]